# Nguyễn An Vinh
Nguyễn An Vinh là một chính khách Việt Nam cự Bí thư tỉnh uỷ tỉnh Đắk Lắk (tháng 10-1999 đến tháng 02-2001), đại biểu Quốc hội Việt Nam khóa X thuộc đoàn đại biểu Đắc Lắk.
Ngày sinh 6 tháng 7 năm 1940 tại Xã Quỳnh Đôi, huyện Quỳnh Lưu, Nghệ An.
Năm 1975 vốn là Kỹ sư nông nghiệp cán bộ chỉ đạo sản xuất nông nghiệp từ chiến khu, khi Ty Nông-Lâm nghiệp được thành lập trên cơ sở Ban kinh tài chiến khu của tỉnh, ông phụ trách ty này. Rồi phó Ban Thường trực Ban Sản xuất tỉnh, Chánh Văn phòng của UBND cách mạng lâm thời tỉnh, Chủ tịch UBND thị xã Buôn Ma Thuột. Thời gian từ tháng 12-1979 đến tháng 12-1994, là Ủy viên Ban Thường vụ Tỉnh ủy, Phó Chủ tịch UBND tỉnh. Tháng 5 năm 1996 làm Phó Bí thư Thường trực Tỉnh ủy Đắk Lắk, Ủy viên Ủy ban Kinh tế và Ngân sách của Quốc hội, quyền chủ tịch Ủy ban nhân dân tỉnh Đắk Lắk (1996-1999).
Tháng 10-1999 tại Hội nghị Ban Chấp hành Đảng bộ Đắk Lắk khóa XII làm Bí thư Tỉnh ủy. Đại biểu Hội đồng nhân dân tỉnh Đắk Lắk từ khóa I đến khóa V; đại biểu Quốc hội khóa X.